# Airbus A350
Airbus A350 XWB (eXtra Wide Body – extra širokotrupý) je dvoumotorový proudový širokotrupý dálkový dopravní letoun vyráběný společností Airbus. První návrh letounu A350 předložený společností Airbus v roce 2004 v reakci na Boeing 787 Dreamliner měl být vývojovým stupněm Airbusu A330 s kompozitovými křídly a novými motory. Chyběla však podpora trhu, a tím pádem Airbus roce 2006 přišel s úplně novým návrhem „XWB“ (eXtra Wide Body) s dvouproudovými motory Rolls-Royce Trent XWB. Prototyp poprvé vzlétl 14. června 2013 v Toulouse. Typovou certifikaci od Evropské agentury pro bezpečnost letectví (EASA) letoun získal v září 2014 a od FAA o dva měsíce později.
A350 je prvním Airbusem s trupem i křídly vyrobenými především z uhlíkových kompozitů tj. uhlíkových vláken "slepených" polymerem. A350 XWB je dostupný ve dvou variantách: A350-900, obvykle s 300 až 350 cestujícími na vzdálenost 15 000 km (8 100 námořních mil) a maximální vzletovou hmotností 280 tun. Dále delší A350- 1000, s kapacitou 350 až 410 míst na vzdálenost 16 112 km (8 700 nmi) s vyšší maximální vzletovou hmotností 319 t (703 200 lb), kvůli čemuž je vybaven šestikolým hlavním podvozkem místo čtyřkolého varianty -900. Počet cestujících může stoupnout v případě zhuštění sedadel u varianty A350-1000 až na 550.
Verze A350-900 vstoupila do služby u prvního uživatele Qatar Airways 15. ledna 2015. Prodloužená varianta A350-1000 dne 24. února 2018 u stejné letecké společnosti. Největším uživatelem je Singapore Airlines s provozovanými 61 letouny A350 XWB. Je následníkem typu A340 a přímým konkurentem letounů Boeing 777, 777X a 787-10.

## Vývoj

### Projekt

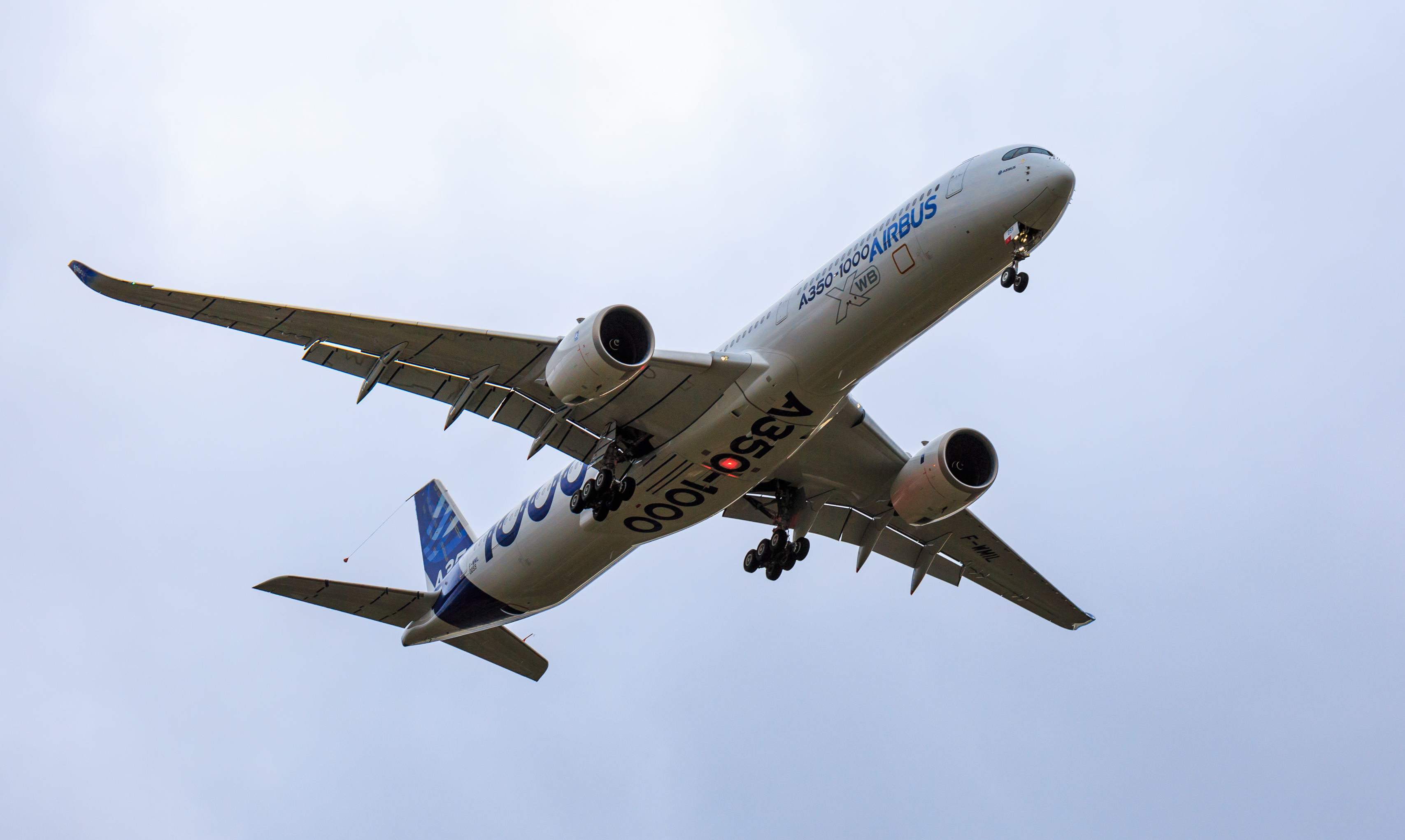
Delší verze Airbusu A350-1000 na svém prvním letu 24. listopadu 2016

Projekt A350 byl také ve skutečnosti odpovědí Airbusu na zahájení vývoje modelu 787 u konkurenčního Boeingu. Původní A350 měl používat velké množství komponentů z již existujícího typu A330 (např. trup), ale úspěch zcela nového Boeingu 787 a reakce potenciálních zákazníků přinutily společnost Airbus změnit projekt A350 na od základu nový typ dopravního letounu. Airbus slibuje, že provozní náklady typu A350 v současné podobě (A350 XWB, extra wide body) budou o 8 % nižší než u hlavního konkurenčního typu Boeing 787.

### Objednávky
Prvním zákazníkem který si letoun závazně objednal byly Qatar Airways, ty objednaly 73 kusů napříč všemi v současnosti nabízenými verzemi. Náklady na vývoj měly dosáhnout 12 miliard €. První letoun vzlétl v červnu 2013 a byl nasazen do provozu v lednu roku 2015. Ke konci května 2025 bylo podle oficiálního sdělení firmy Airbus evidováno celkem 1391 objednávek a v provozu bylo nasazeno 648 strojů A350.

## Specifikace
Airbus A350 je dostupný ve dvou verzích, A350-900 a A350-1000. Vývoj A350-800 byl zrušen v září 2014.
| Model                      | A350-900                                                                                             | A350-1000                                                                  |
| -------------------------- | --- | -------------------------------------------------------------------------- |
| Posádka v kokpitu          | Dva                                                                                                  | Dva                                                                        |
| Kapacita                   | 315 (48J+267Y) ULR: 173=80J+93Y                                                                      | 369 (54J+315Y)                                                             |
| Exit limit                 | 440                                                                                                  | 440                                                                        |
| Celková délka              | 66.8 m / 219.2 ft                                                                                    | 73.79 m / 242.1 ft                                                         |
| Křídlo                     | 64.75 m / 212.43 ft span, 31.9° šípovitost                                                           | 64.75 m / 212.43 ft span, 31.9° šípovitost                                 |
| Štíhlost křídla            | 9.49                                                                                                 | 9.03                                                                       |
| Nosná plocha               | 442 square metre (4 760 sq ft)                                                                       | 464,3 square metre (4 998 sq ft)                                           |
| Celková výška              | 17.05 m / 55 ft 11 in                                                                                | 17.08 m / 56 ft 0 in                                                       |
| Trup                       | 5.96 m / 19.7 ft width, 6.09 m / 19.98 ft height                                                     | 5.96 m / 19.7 ft width, 6.09 m / 19.98 ft height                           |
| Šířka kabiny               | 5.61 m / 18 ft 5 in, 9-abreast Seat : 18 in / 46 cm                                                  | 5.61 m / 18 ft 5 in, 9-abreast Seat : 18 in / 46 cm                        |
| MTOW                       | 280 t / 617,295 lb                                                                                   | 316 t / 696,661 lb                                                         |
| Max. užitečné zatížení     | 53,3 tonne (118 000 lb) 45,9–56,4 tonne (101 300–124 300 lb)                                         | 68 tonne (150 000 lb)                                                      |
| Kapacita paliva            | 140,795 litre (37,194 US gal) 110,523 kilogram (243,66 lb)                                           | 158,791 litre (41,948 US gal) 124,651 kilogram (274,81 lb)                 |
| Operační prázdná hmotnost  | 142,4 tonne (314 000 lb) typical 134,7–145,1 tonne (297 000–320 000 lb)                              | 155 tonne (342 000 lb) 155 tonne (342 000 lb) dry                          |
| Hmotnost prázdného letounu | 115,7 tonne (255 075 lb)                                                                             | 129 t (284,000 lb)                                                         |
| Kapacita nákl. prostoru    | 36 LD3 nebo 11 palet                                                                                 | 44 LD3 nebo 14 palet                                                       |
| Cestovní rychlost          | Mach 0,85 (488 kn; 903 km/h) Typical, Mach 0,89 (513 kn; 950 km/h) Maximum                           | Mach 0,85 (488 kn; 903 km/h) Typical, Mach 0,89 (513 kn; 950 km/h) Maximum |
| Dolet                      | 15 000 km / 8 100 nmi18 000 kilometre (9 700 nmi) range, ACJ350 range: 20 000 kilometre (10 800 nmi) | 16,112 kilometre (8,700 nmi)                                               |
| Vzlet (MTOW, SL, ISA)      | 2 600 metre (8 500 ft)                                                                               |                                                                            |
| Přistání (MLW, SL, ISA)    | 2 000 metre (6 600 ft)                                                                               |                                                                            |
| Dostup                     | 43 100 stop (13 100 m)                                                                               | 41 450 stop (12 630 m)                                                     |
| Pohonná jednotka (2×)      | Rolls-Royce Trent XWB                                                                                | Rolls-Royce Trent XWB                                                      |
| Max. tah                   | 374,5 kN / 84 200 lbf                                                                                | 431,5 kN / 97 000 lbf                                                      |

## Uživatelé
| Aerolinka                  | Země                    | Uvedení do provozu | 900 | 900 ULR | 1000 | Celkem | Poznámky                                                                                          |
| -------------------------- | ----------------------- | ------------------ | --- | ------- | ---- | ------ | ------------------------------------------------------------------------------------------------- |
| Air Caraibes               | Francie                 | 2. března 2017     | 3   |         | 2    | 5      |                                                                                                   |
| Air China                  | Čína                    | 24. srpna 2018     | 15  |         |      | 15     |                                                                                                   |
| Air France                 | Francie                 | 27. září 2019      | 38  |         |      | 38     |                                                                                                   |
| Air Mauritius              | Mauricius               | 23. října 2017     | 4   |         |      | 4      |                                                                                                   |
| Asiana Airlines            | Jižní Korea             | 15. května 2017    | 13  |         |      | 13     |                                                                                                   |
| British Airways            | Spojené království      | 5. srpna 2019      |     |         | 8    | 8      |                                                                                                   |
| Cathay Pacific             | Hongkong                | 1. června 2016     | 28  |         | 15   | 43     |                                                                                                   |
| China Airlines             | Tchaj-Wan               | 30. října 2016     | 14  |         |      | 14     |                                                                                                   |
| China Eastern Airlines     | Čína                    | 4. prosince 2018   | 10  |         |      | 10     |                                                                                                   |
| China Southern Airlines    | Čína                    | 29. června 2019    | 10  |         |      | 10     |                                                                                                   |
| Delta Airlines             | USA                     | 30. října 2017     | 22  |         |      | 22     |                                                                                                   |
| Emirates                   | Spojené arabské emiráty | 2024               | 50  |         |      | 50     |                                                                                                   |
| Ethiopian Airlines         | Etiopie                 | 2. července 2016   | 16  |         |      | 16     |                                                                                                   |
| Etihad Airways             | Spojené arabské emiráty | 22. května 2021    | 40  |         | 15   | 55     |                                                                                                   |
| Fiji Airways               | Fidži                   | 19. listopadu 2019 | 2   |         |      | 2      |                                                                                                   |
| Finnair                    | Finsko                  | 9. září 2015       | 16  |         |      | 16     |                                                                                                   |
| French Bee                 | Francie                 | 30. ledna 2018     | 4   |         |      | 4      |                                                                                                   |
| Hainan Airlines            | Čína                    | 13. září 2018      | 2   |         |      | 2      |                                                                                                   |
| Hong Kong Airlines         | Hongkong                | 13. srpna 2017     | 1   |         |      | 1      |                                                                                                   |
| Iberia                     | Španělsko               | 26. srpna 2018     | 9   |         |      | 9      |                                                                                                   |
| Iberojet                   | Španělsko               | 13. května 2021    | 2   |         |      | 2      |                                                                                                   |
| Japan Airlines             | Japonsko                | 13. června 2019    | 15  |         | 2    | 17     | Airbus A350-900 registrace JA13XJ zničen při kolizi s letadlem pobřežní stráže na letišti Haneda. |
| Lufthansa                  | Německo                 | 10. února 2017     | 31  |         |      | 31     |                                                                                                   |
| Malaysia Airlines          | Malajsie                | 8. prosince 2017   | 6   |         |      | 6      |                                                                                                   |
| Phillippine Airlines       | Filípny                 | 21. července 2018  | 3   |         |      | 3      |                                                                                                   |
| Qatar Airways              | Katar                   | 15. ledna 2015     | 34  |         | 19   | 53     | Historicky první uživatel Airbusu A350.                                                           |
| Scandinavia Airlines       | Norsko, Švédsko, Dánsko | 28. ledna 2020     | 6   |         |      | 6      |                                                                                                   |
| Sichuan Airlines           | Čína                    | 14. srpna 2018     | 4   |         |      | 4      |                                                                                                   |
| Singapore Airlines         | Singapur                | 9. května 2016     | 49  | 7       |      | 56     | Největší uživatel typu A350-900, Největší uživatel vůbec. První uživatel typu A350-900ULR.        |
| Thai Airways International | Thajsko                 | 4. září 2016       | 12  |         |      | 12     |                                                                                                   |
| Turkish Airlines           | Turecko                 | 23. října 2020     | 5   |         |      | 5      |                                                                                                   |
| Vietnam Airlines           | Vietnam                 | 3. července 2015   | 14  |         |      | 14     |                                                                                                   |
| Virgin Atlantic            | Spojené království      | 10. září 2019      |     |         | 7    | 7      |                                                                                                   |
| World2fly                  | Španělsko               | 9. června 2021     | 1   |         |      | 1      |                                                                                                   |
|                            |                         | Celkem :           | 352 | 7       | 56   | 415    |                                                                                                   |

## Galerie
Letecké společnosti provozující tento typ (listopad 2016), pro zobrazení společnosti a letounu přejeďte myší po obrázku

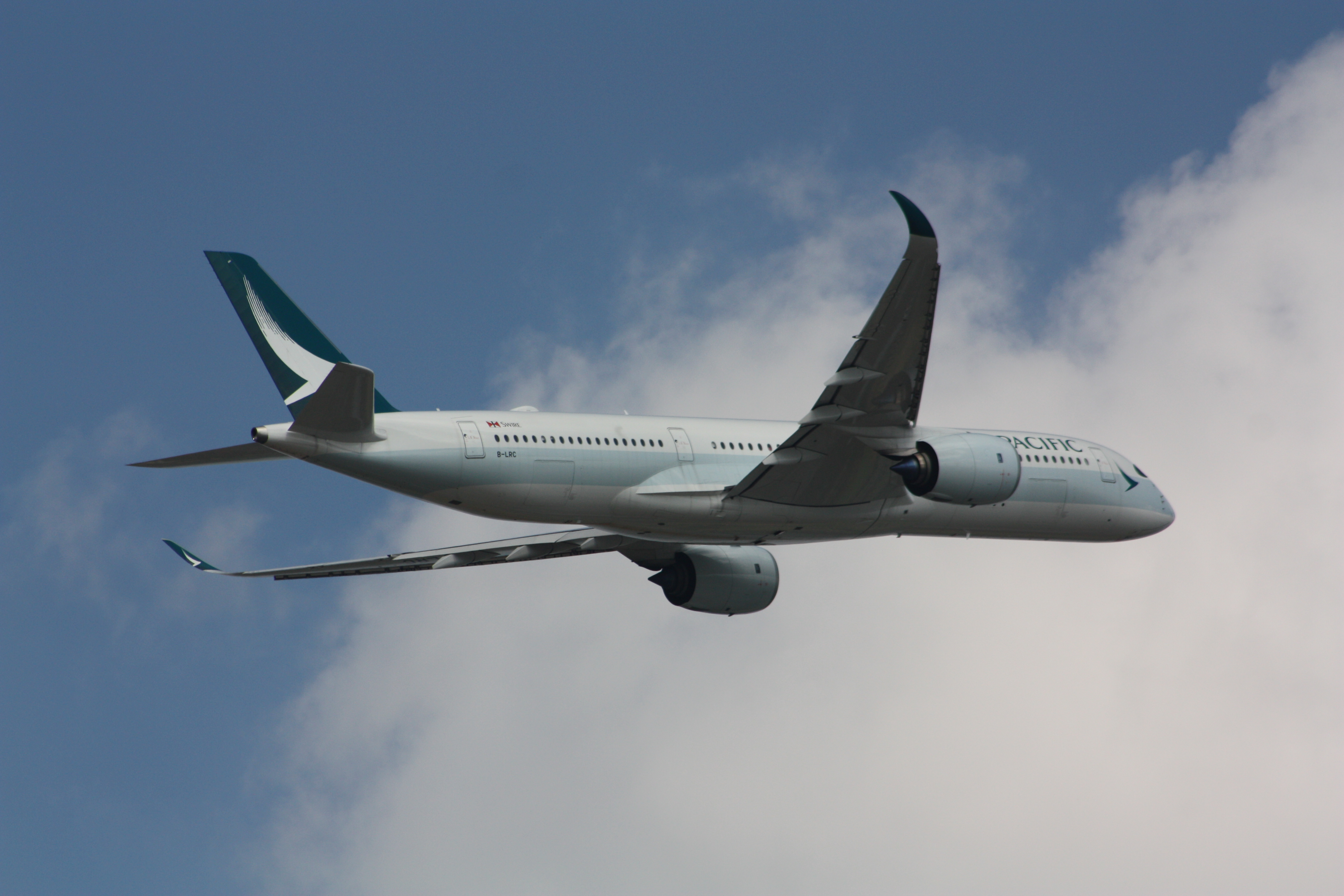
Airbus A350-900 Cathay Pacific
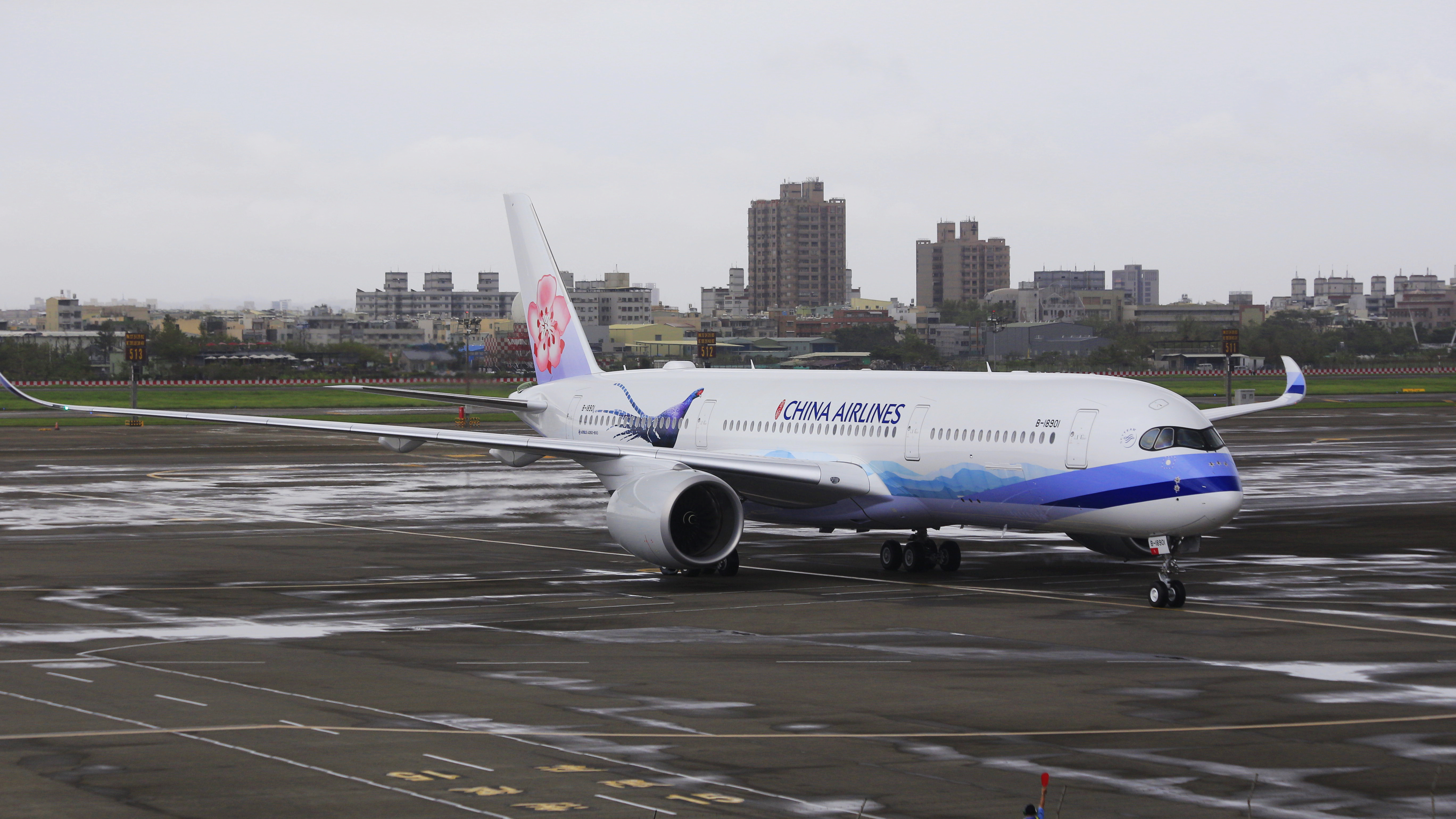
Airbus A350-900 China Airlines
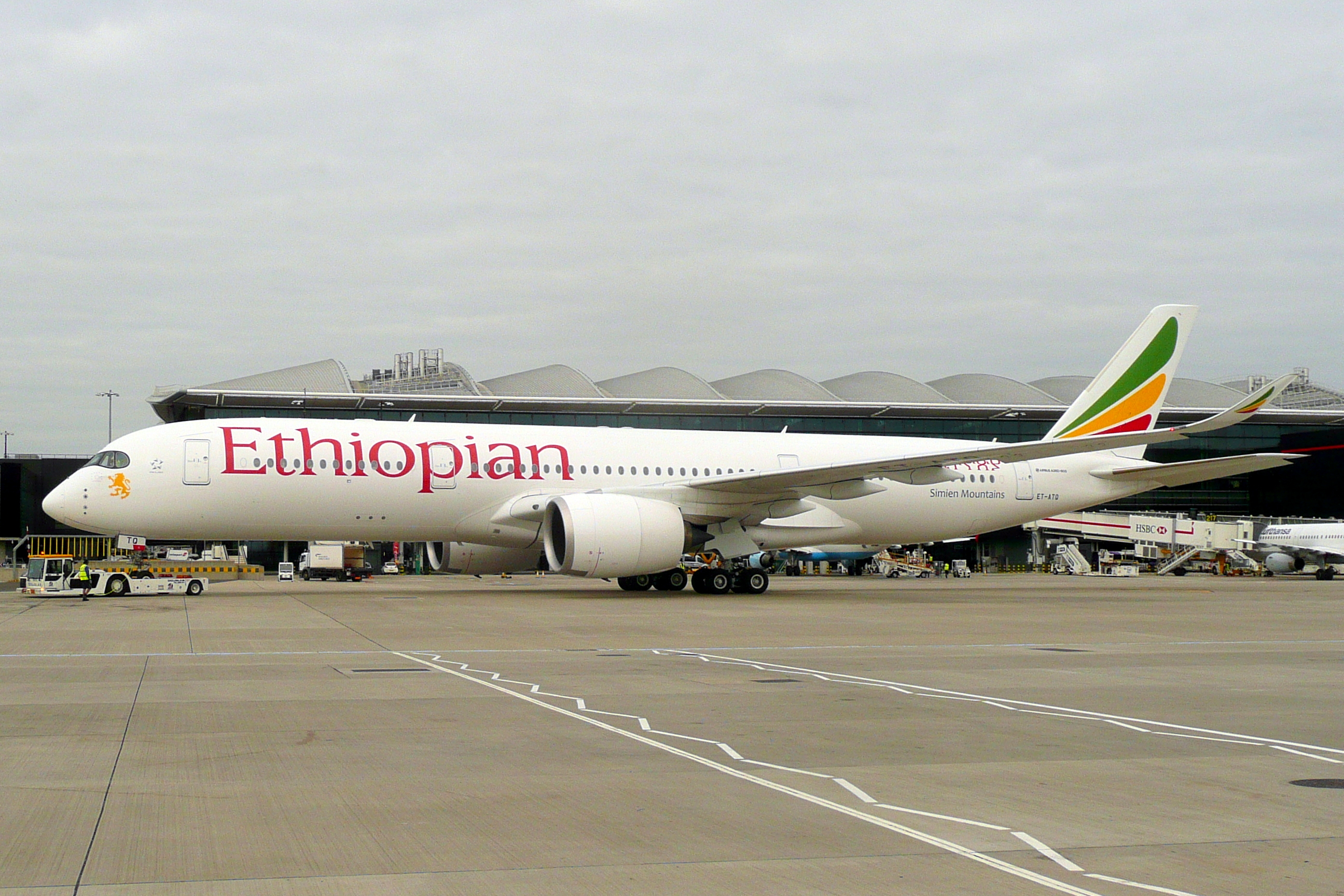
Airbus A350-900 Ethiopian Airlines
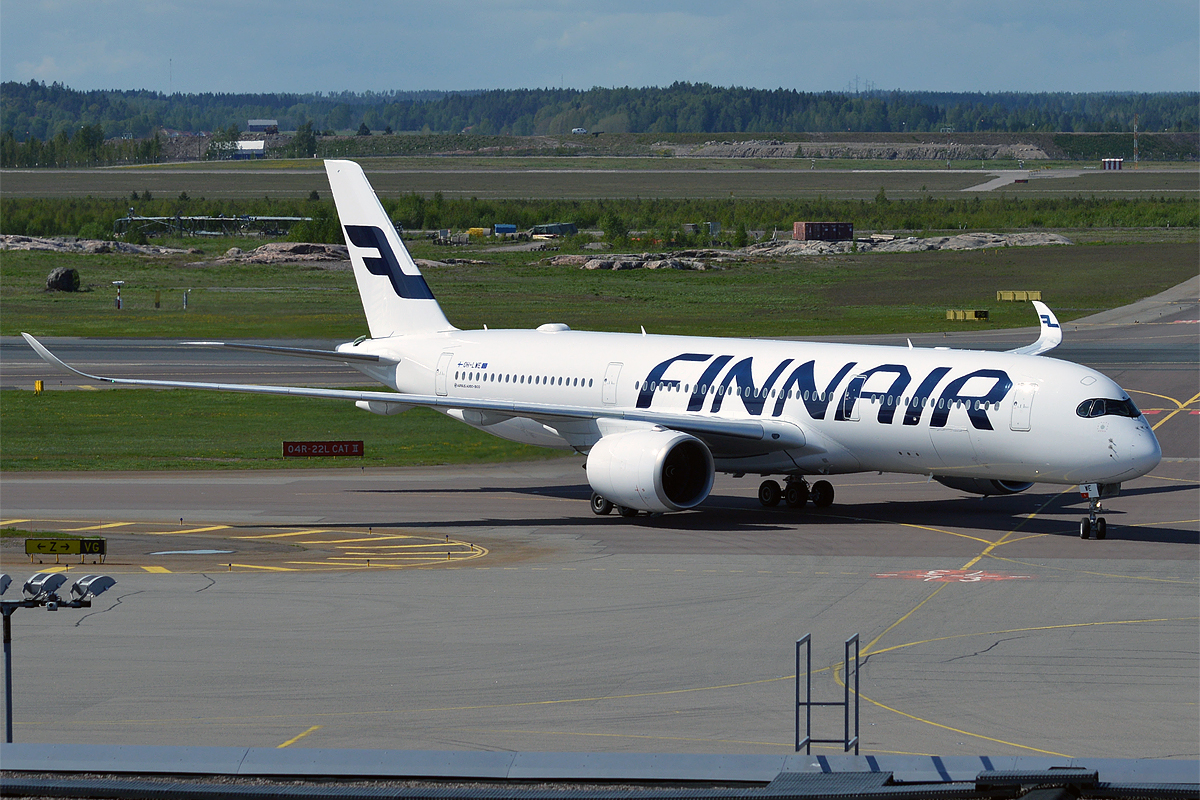
Airbus A350-900 Finnair
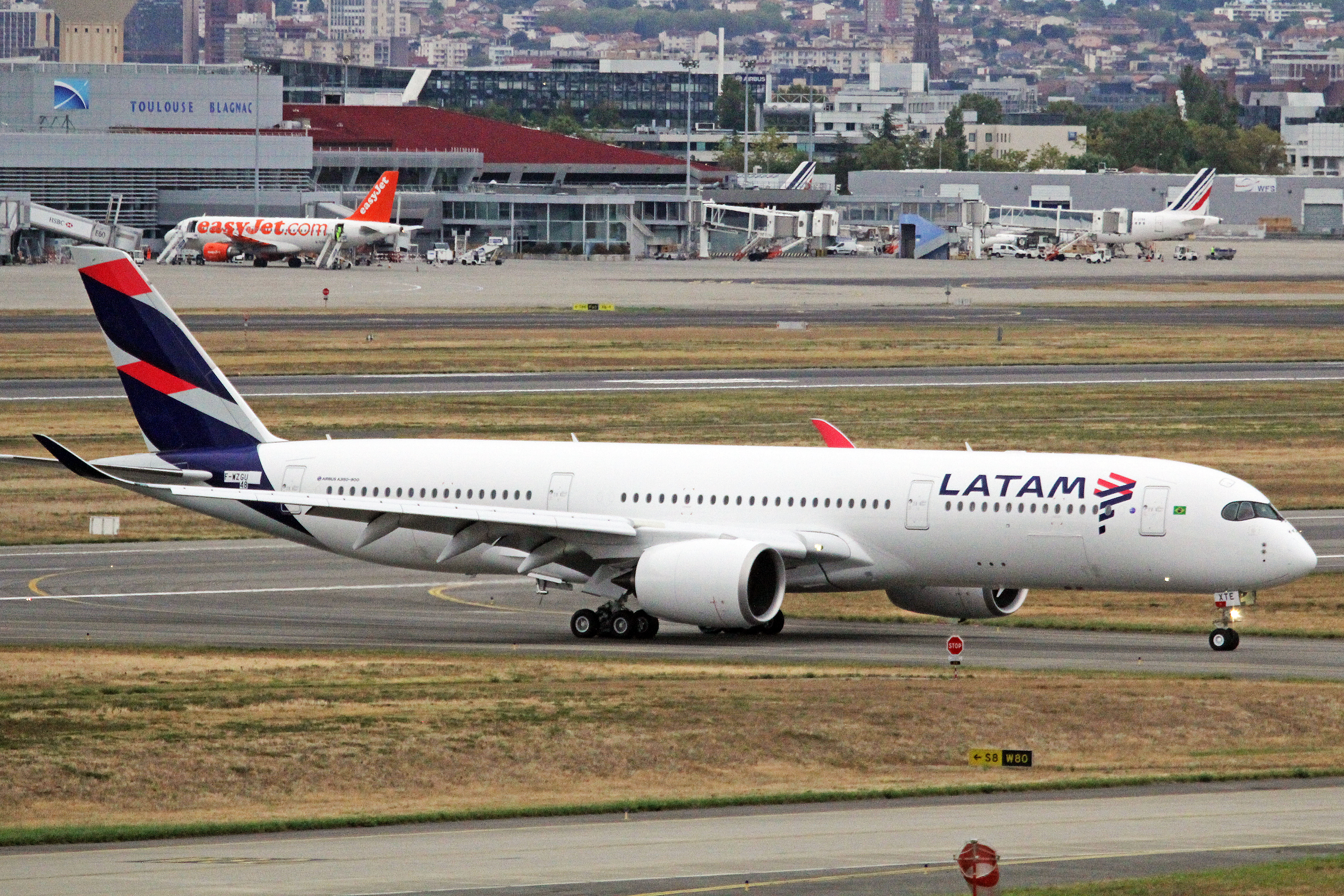
Airbus A350-900 LATAM Brasil
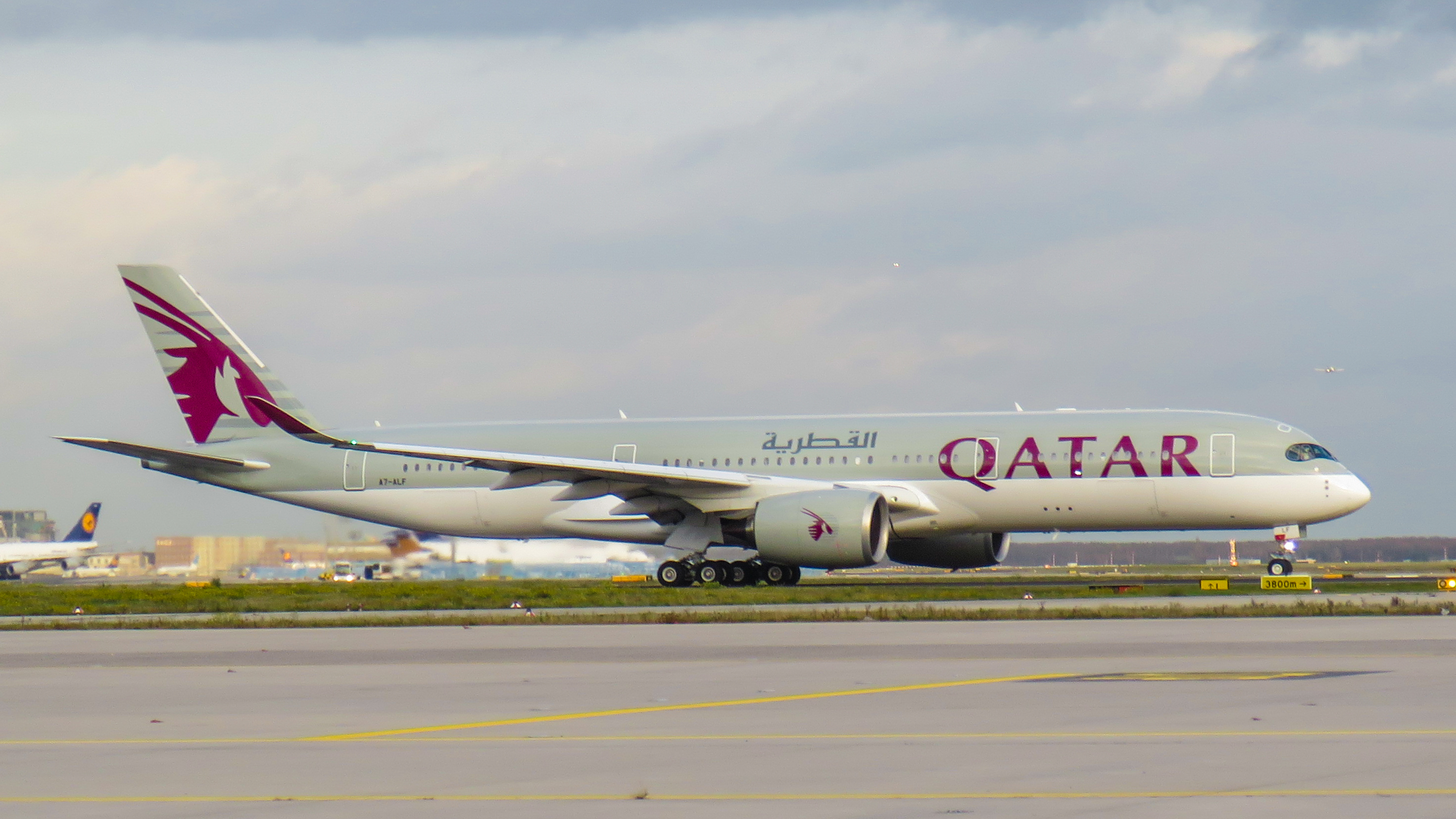
Airbus A350-900 Qatar Airways
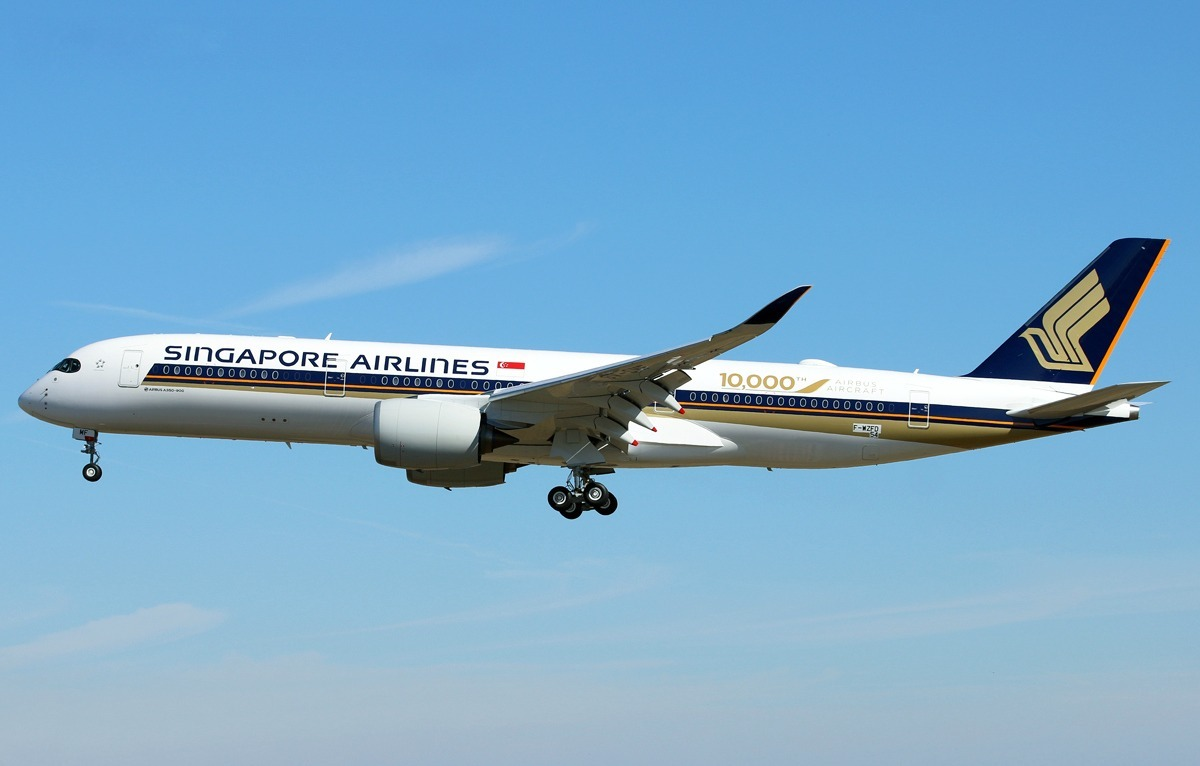
Airbus A350-900 Singapore Airlines
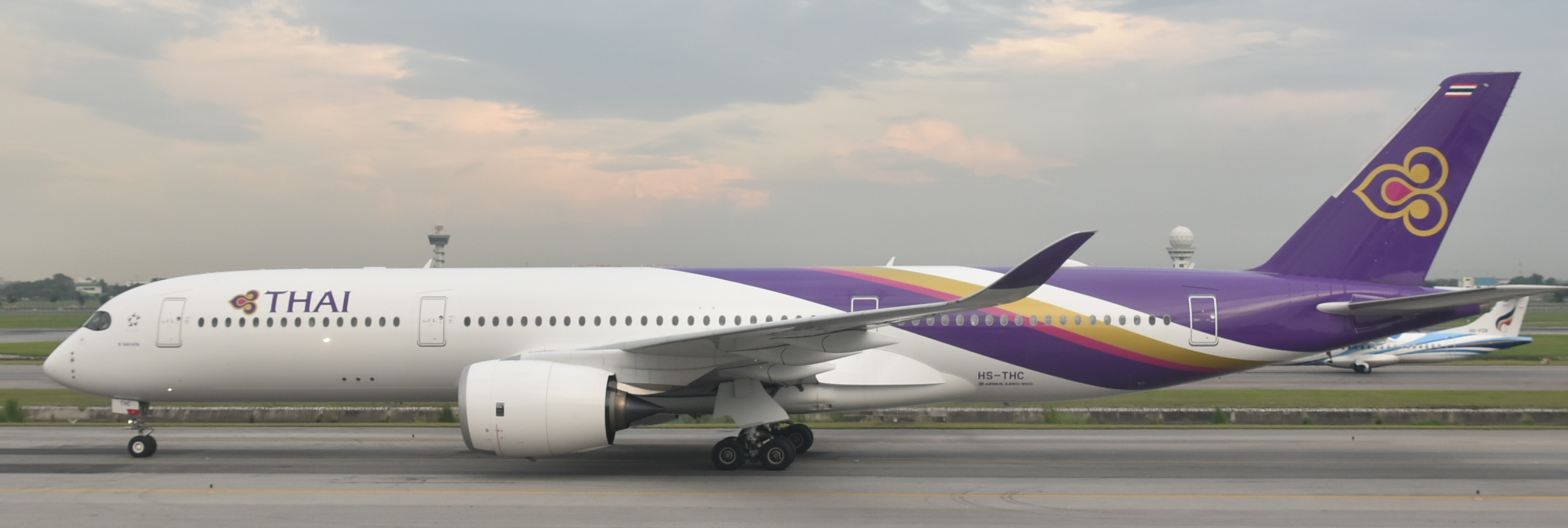
Airbus A350-900 Thai Airways International
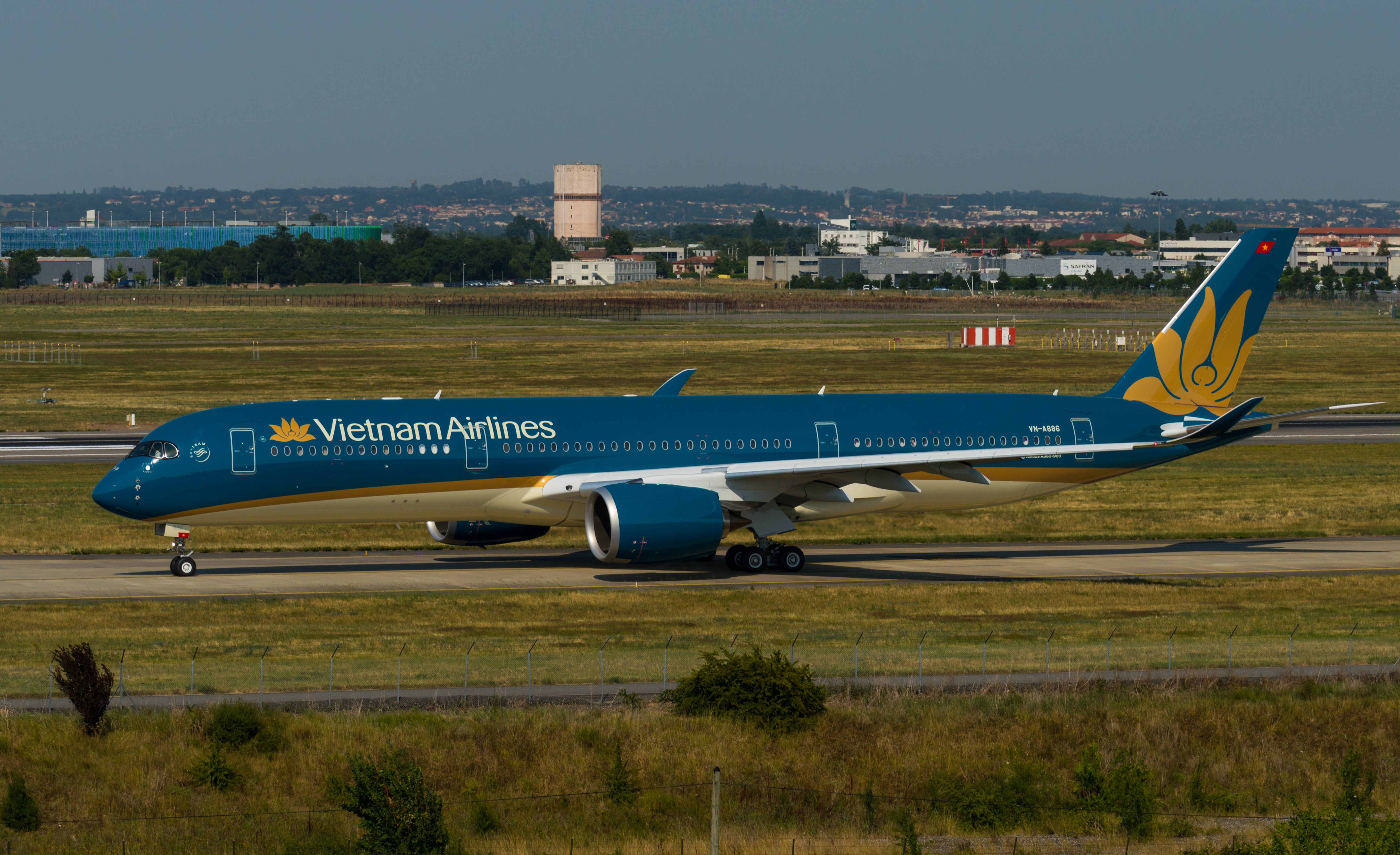
Airbus A350-900 Vietnam Airlines
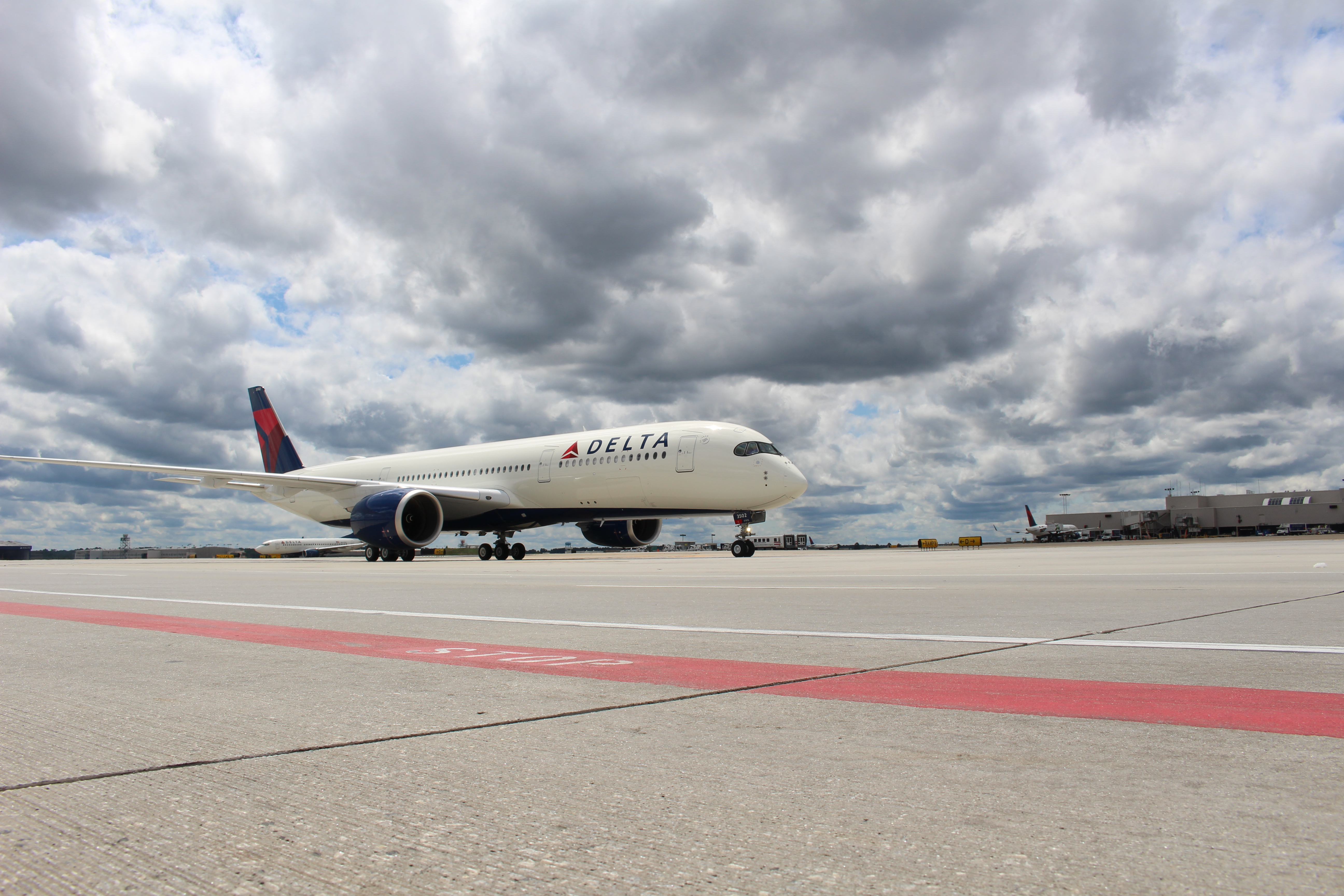
Delta Air Lines

## Nehody a incidenty
- Dne 2. ledna 2024 se let 516 Japan Airlines, A350-900 letící z letiště New Chitose na ostrově Hokkaidó na letiště Haneda v Tokiu, srazil po přistání s letadlem De Havilland Canada Dash 8 provozovaným japonskou pobřežní stráží. A350 začal hořet a byl zcela zničen, ačkoli všech 367 cestujících a 12 členů posádky se úspěšně evakuovalo z letadla pomocí nouzových skluzavek, přičemž bylo hlášeno 17 zranění. Pět ze šesti členů posádky na palubě letadla pobřežní stráže zahynulo. Jediným přeživším byl kapitán, který utrpěl vážná zranění. Let 516 dostal povolení k přistání od řízení letového provozu, když narazil do letadla pobřežní stráže.